# Anaxita calypso
Anaxita calypso là một loài bướm đêm thuộc phân họ Arctiinae, họ Erebidae.